# Minyedaikpa
Cette page contient des caractères spéciaux ou non latins. S’ils s’affichent mal (▯, ?, etc.), consultez la page d’aide Unicode.
Minyedaikpa (birman : မင်းရဲဒိဗ္ဗ), míɴjɛ́ deiʔpa̯ ; 1608 – 25 novembre 1629) fut le septième roi de la dynastie Taungû de Birmanie (Union du Myanmar). Il monta sur le trône en mai 1628, après avoir assassiné son père le roi Anaukpeitlun, qui avait découvert sa liaison avec une de ses propres concubines, la fille du saopha (prince) de Kengtung. Anaukpeitlun avait sévèrement réprimandé le jeune prince, disant que ce qu'il avait fait était une haute trahison et méritait d'être brûlé vif.
Après l'assassinat, Minyedaikpa fit pression sur les ministres pour le proclamer roi, pendant que les principaux prétendants au trône, ses oncles Thalun et Minyekyawswa II se trouvaient en campagne dans les états shans. Mais bien qu'il fût formellement roi, son pouvoir ne dépassa jamais les environs immédiats de la capitale Pégou. Au cours de l'année, ses oncles revenus des états shans prirent le contrôle de la Haute-Birmanie, tandis que des révoltes éclataient partout dans le Sud. En 1629, Thalun quitta Ava pour reconquérir la Basse-Birmanie. Le roi d'Arakan envoya une armée au secours de Minyedaikpa, mais en vain. En septembre 1629, le commandant de la garde du palais captura le meurtrier et l'envoya à Thalun. Celui-ci refusa la requête de son neveu de se faire bonze et le fit exécuter en novembre de la même année